# Fotunu'upule Auelua

a Compétitions nationales et continentales officielles uniquement.

Dernière mise à jour le 10 juillet 2023.
Fotunu'upule Auelua (dit Fotu), né le 29 janvier 1984 à Wellington (Nouvelle-Zélande), est un joueur australien de rugby à XV. Il joue principalement au poste de troisième ligne centre.

## Biographie

### Jeunesse et formation
Fotunu'upule Auelua naît à Wellington en Nouvelle-Zélande, dans une famille d'origine samoane. Il émigre en Australie lors de son enfance, et s'installe à Campbelltown dans la banlieue de Sydney. Il commence à jouer au rugby dans cette ville.
Il pratique dans un premier temps le rugby à XIII, et joue avec les équipes jeunes des Parramatta Eels. Il passe ensuite à XV lorsqu'il est scolarisé à la Trinity Grammar School (en) de Sydney. Adolescent turbulent, il change six fois d'établissement lors de sa scolarité.
En 2001, il représente la sélection scolaire australienne, aux côtés de joueurs comme Rodney Blake ou Josh Valentine.

### Débuts professionnels en France
Après avoir terminé le lycée, il entre à l'Academy (centre de formation) de la franchise des Waratahs. Bien que considéré comme talentueux, son manque de sérieux l'empêche d'obtenir un contrat professionnel,. Parallèlement, il joue au niveau amateur avec le club de West Harbour en Shute Shield.
En 2006, il obtient son premier contrat professionnel lorsqu'il rejoint l'US Dax en Pro D2,. Avec ce club, il s'impose immédiatement comme un cadre au poste de troisième ligne centre. Il participe à la remontée du club landais en Top 14, après une victoire en finale d'accession face au Stade rochelais, rencontre pour laquelle il est élu homme du match,. Au terme de la saison, il est nommé pour le titre du meilleur joueur du championnat, mais c'est finalement l'auscitain Anthony Lagardère qui obtient la récompense,.
Après une saison à Dax, il décide de rester en Pro D2 et rejoint le très ambitieux RC Toulon, présidé par Mourad Boudjellal. Là encore, malgré la concurrence de Nico Breedt, il devient un cadre de son équipe. Il joue vingt-et-un matchs lors sa première saison, qui voit Toulon survoler le championnat et obtenir le titre de champion de France,. Dans la foulée, il prolonge son contrat pour trois saisons supplémentaires. En Top 14, les recrutements de Jerry Collins, Joe van Niekerk, puis de Juan Martín Fernández Lobbe font qu'il voit son temps de jeu baisser très nettement. En 2010, il participe au bon parcours du RCT en Challenge européen, qui parvient jusqu'en finale de la compétitions, où il s'incline face aux Cardiff Blues. Lors de la saison 2010-2011, alors que son temps de jeu en troisième ligne est toujours limité, il est replacé temporairement par son entraîneur Philippe Saint-André au poste de centre.

### Retour en Australie
En 2011, au terme de son contrat avec Toulon, il décide de rentrer jouer en Australie, et s'engage avec la franchise des Brumbies pour la saison 2012 de Super Rugby. Toutefois, avant de rejoindre l'Australie, il joue une saison au Japon avec les NTT Shining Arcs en Top League,.
Il joue son premier match avec les Brumbies le 10 mars 2012 contre les Cheetahs. Avec cette équipe, bien qu'il soit devancé à son poste par le capitaine Ben Mowen, il est régulièrement utilisé en impact player pour sa puissance physique,. Ainsi, il est remplaçant lors de la finale 2013, que son équipe perd face aux Chiefs.
En avril 2013, il est sélectionné avec l'équipe d'Australie par Robbie Deans, au sein d'un groupe préliminaire en vue de la tournée des Lions britanniques. Il ne sera néanmoins pas retenu dans le groupe final au mois de juin.
En 2014, pour la saison inaugurale du National Rugby Championship, il est inclus dans l'effectif des Canberra Vikings, et en est désigné capitaine.
En 2015, alors que sa saison précédente avait déjà été perturbée par les blessures, il connaît une saison blanche à cause de plusieurs lésions au genou,. Il n'est alors pas conservé par les Brumbies, et envisage d'arrêter sa carrière de joueur,.
Finalement, il décide de rejoindre le club japonais des Canon Eagles pour la saison 2016-2017. Il ne joue cependant qu'un seul match lors de la saison, et n'est par la suite pas conservé, mettant un terme apparent à sa carrière de joueur.

## Palmarès
- Vainqueur des phases finales de Pro D2 : 2007 avec l'US Dax.
- Vainqueur de la Pro D2 en 2008 avec le RC Toulon.
- Finaliste du Challenge européen en 2010 avec le RC Toulon.
- Finaliste du Super Rugby en 2013 avec les Brumbies.